# 超神ビビューン
『超神ビビューン』（ちょうじんビビューン）は、1976年7月6日から1977年3月29日までNET（現・テレビ朝日）系で、毎週火曜日19:00 - 19:30に全36話が放送された、NET、東映制作の特撮テレビ番組。『アクマイザー3』の続編である。

## ストーリー
アクマ族総師団長ゲベル率いるアクマ族の悪の勢力の侵攻から地上を守り、自らを犠牲にして滅亡させたアクマイザー3は、大魔王ガルバーの呪いによってその魂をカプセルの中に閉じ込められてしまった。
この戦いの後、地上にはアクマ族に代わって凶悪な妖怪が出現。妖怪バックベアードの呪いを受けた月村圭は飢えと渇きで苦しむ。妖怪研究者のダイマ博士は七星壇の儀式を行い、全宇宙の最も輝ける星・破軍星を地に降ろす。月村は破軍星から降臨したザビタンの魂と一つとなり、神をも超える戦士・超神ビビューンに変身。イビルの魂を受け継いだ菅一郎＝超神バシャーンと、ガブラの魂を受け継いだ渡部剛＝超神ズシーンと力を合わせてバックベアードを倒す。三人の超神は正義と平和を守るため、妖怪と戦うことを決意。妖怪を影から操る大魔王ガルバーの野望に立ち向かう。

## 作品概要
当初は変身しないヒーローものとして着ぐるみキャラクターが中心であった前作に対し、本作品は変身ヒーローものとしてスタートしている。アクマイザー3の魂を受け継いでいるという設定ではあるものの、前作をはじめとする従来の石ノ森章太郎原作のヒーロー作品とは異なり「人間ではない悲しみ」や「同族同士による戦い」といった悲哀の要素を持たない明るいヒーロー像となっている。
前作からオカルトブームの流れは受け継いでおり、本作での敵怪人は日本の妖怪をモチーフとしている。主人公たちがスポーツ選手となっているのは、放送開始と同時期に開催されたモントリオールオリンピックの影響があるとされる。変身後のアクションにもスポーツの要素が取り入れられており、後のスーパー戦隊シリーズにも影響を与えたとされる。

### 『アクマイザー3』との関連性
企画段階のタイトルは『アクマイザー3 魔神ハンター』とされ、強化された続編になる予定であったが、スポンサー側からの条件として「従来の変身ものに戻す」ことが提示され、結果としてヒーローも敵側も一新される形となった。前作のような仮面劇は子供には受け入れ難く、同時期放送の『宇宙鉄人キョーダイン』も「変身もの」として路線変更されている。
オープニングのタイトルバックに「アクマイザー3」と表示され、『テレビマガジン』（1976年8月号）など放映当時の各児童雑誌にも「アクマイザー3の魂は3人の若きスポーツ選手にうけつがれ…」と書かれていた。しかし、アクマイザー3が登場するのは第1話のみで、大魔王ガルバー以外は前作からの登場人物は一切登場せず、設定の多くは受け継がれなかった。

## 登場人物

### 三超神とその仲間たち
月村 圭（） / 超神ビビューン
主人公。ザビタンの魂を受け継いだ、太陽大学2年生。
不屈の闘志を持つ勇敢な青年。体操部に所属しており、オリンピック出場を目指していた。妖怪と戦う宿命を背負っていて、その印として瞳の中に運命の十字星が輝いている。
偶然からダイマ博士を救うが、これに怒った妖怪・バックベアードから呪いをかけられてしまい、それによる飢えと渇きから逃れたい一心で超神として戦うことを決意した。

渡部 剛（） / 超神ズシーン
ガブラの魂を受け継いだ、太陽大学の学生。
強い肉体と精神を持った重量挙げの選手で、超神ルームでもトレーニングは欠かさない。おっちょこちょいな一面もある。
女好きな面があり変装した明智リサに見とれたり、彼女のボディガードを名乗り出る。妖怪と気づかずにアクセサリー店の娘に恋焦がれたこともあった（第6話）。

菅 一郎（） / 超神バシャーン
イビルの魂を受け継いだ、太陽大学の学生で、月村と渡部の後輩にあたる。
甘いマスクが特徴で、水泳部に所属している。三人の中では比較的控えめな性格だが、卑劣な妖怪に対しては、時として怒りを露にすることもある。
三太の通う小学校で水泳の先生のアルバイトもしていた。

ダイマ博士
ダイマ超神研究所の所長で、妖怪研究の権威。そのため妖怪の知識が深く、超神の司令官的役割も担っている。また、様々な術やアイテムを知っており、「超神ルーム」を用意して三超神の戦いをサポートしている。名前は大三郎（）。
「七星壇の儀式」により「破軍星（アクマイザー3の魂）」を降臨させ三超神を誕生させた。超神たちのマシンの設計者でもある。

三太（）
ダイマ博士の孫。小学生。祖父とともに三超神をサポートするが、妖怪に捕まることが多い。ベニシャークと仲が良い。
超神になることが将来の夢らしい。

明智 リサ（）
警視庁第九課に所属する、蒸発事件専門の秘密捜査官。変装が得意で、自称「警視庁第九課のくノ一」。
ダイマ博士を助けたことをきっかけに、妖怪事件に巻き込まれる。超神の正体を知っている協力者。妖鬼程度なら倒せる格闘能力がある。

アクマイザー3
第1話にのみ登場。アクマ族総師団長ゲベル率いる悪のアクマ族と戦った正義のアクマ族。
アクマ族の悪の勢力を自らを犠牲にして滅ぼした後、大魔王ガルバーの呪いを受けて魂をカプセルに封印されるが、新たに「破軍星」となり月村たちの体内に宿り、三超神にベニシャークを授けた。

### 妖怪軍団
大魔王ガルバー
アクマ族の悪の勢力の総師団長ゲベルやその側近の連隊長メザロードの陰にいた、謎の支配者。アクマ族の悪の勢力がアクマイザー3によって滅ぼされた後、妖怪軍団を操って地上支配に乗り出す。普段は妖怪城に潜んでいる。
長らくその正体は不明だったが、後に影武者の大魔王と真の支配者ガルバーの総称であることが判明する。
ガルバー
第26話より登場。妖怪軍団の真の支配者。
落雷を自由に起こす力を持つ他、目から放つ「ガルバー殺人光線」や、全身から生えた伸縮自在の触手「ガルバー殺人ロープ」を武器とする。また、「火の玉返し」という返し技も持つ。
三超神の超神アタックを受けてついに敗れ去った。
大魔王
第24話より登場。妖怪軍団の総大将で、ガルバーの影武者。
地上の妖怪を蘇らせ、命令を下す。生きの良い子供の魂が好物。マントが魔力の源で、ステッキから放つ「魔王火炎」や、マントを降って雷撃を起こす「大魔王地獄火柱」などの強力な技を持つ。
スカイ剣でマントを突かれたところに、三超神の「雷撃アタック」を受けて一度は倒される。しかし、ガルバーから十倍の魔力を秘めたガルバーマントを与えられ復活する。超神を苦しめるも、新たな必殺技「竜巻アタック」を受けて炎上・爆発した。

妖怪
大魔王ガルバーの配下。アクマ族と違い、明確に魔物としての存在。伝承に見られる妖怪と、番組オリジナルのものが混在。しかし総大将が「大魔王ガルバー」なのは妖怪間でも周知だった。怪奇色はアクマ族を上回り、各地に封印されている者が多い。
倒されると「恨めしや」と断末魔を残して爆発し、当初は破片を何かしらの形で処分される者が多かった。

妖鬼（）
ガルバー配下の妖怪たちに従う、二本のオサゲ姿をした戦闘兵。青竜刀に似た妖刀を武器とする。
ベルトのバックルがヒマワリ形をしたヒマワル配下の部隊や、般若面を被ったハンニャ配下の部隊も存在する。大魔王ガルバーの親衛隊級は角がある。

#### 妖怪パトロール
第1話から登場する、大魔王ガルバー直属の部隊。三超神と妖怪の動きを監視することを役目としている。
シンド
妖怪パトロールを務める、ターバンとマントを身に着けた妖怪。3メートル以上の巨体を誇り、「あー、シンド〜」の掛け声でマントの中に入った人間ごと姿を消すことが可能。ビリンから「図体が大きいくせに気が小さい」と言われている。
ノロマであまり強くはないが、「シンドイン」という妖術によって子供数人なら体内に避難させることができる。
もともと大魔王の手下ではあったが、三超神に仲間として迎え入れられ協力した。しかし、大魔王に超神の妨害を強要され、大魔王降臨後に赤い矢でたびたび妨害するも、ハンニャを巡る攻防戦の折、結果的に真実を打ち明けることになるがそれにより大魔王の怒りを買い、爆発する杖に貫かれ月村たちから遠ざかるようにして爆死した。ビリンとは超神との付き合い方で意見が分かれることもあるものの、常に一心同体のような間柄であった。

ビリン
シンドの相棒で、黒い毛玉のような小さな妖怪。お喋りなのが特徴。「ビリンぱっ」の掛け声で姿を消すことが可能。
いつもシンドの肩に乗っており、当初はガルバーを恐れて超神に危機を伝えようとするシンドを制止していた。シンドとは小さいころから一緒だったこともあり、彼の死の際には月村たちから貰った大量のお菓子を前に涙を流して悲しんだ。
シンドと同様根っからの悪ではなく、三超神の戦いを見ているうちに正義の心に目覚め、シンドとともにガルバーを裏切るが、ジゴクモドキから三超神を救うために自爆、死亡した。

## 三超神

### 超神ビビューン
- ジャンプ力：30メートル[5]

ザビタンから受け継いだ知恵により、月村圭が変身する天（大空）（風と太陽＝火や光）の超神。三超神のリーダー格。
受け継いだ剣術と魔法力による、スカイ剣を使った剣撃戦を得意とする。
- マスクにはサイドの羽根部分が透明の物とクリアーレッドで塗装されている物の2種類がある。それぞれ全話に渡って使用されており、カット毎に細かく入れ替わっている場面も見受けられる。また、覗き穴の形状が粗いマスクも存在する[6]。
- 飛行シーンは、合成が使えず、吊りを行う時間もなかったため、トランポリンとカメラワークのみで表現された[7]。

変身プロセスは以下の通り。
1. 「超神！」の掛け声と共に一定の変身ポーズを取る。
2. 大空高く飛び上がり、ビビューンとなって舞い降り現れる。

擬態
自身のマフラー（緑色）に変化出来る。登場時これで現れることも多い。

#### ビビューンの武器・技
超神剣 スカイ剣
大空の精を宿した、鷲の頭から作られた細身の剣。普段は小型化させてベルトの左脇に装着されており、収納された刀身部を伸ばして使用する。
状況に応じてもう1本形成し、二刀流で戦うことが可能。また、地面に描いた物を実体化させることもできる。
放送当時の児童書、およびタカトクより発売された玩具では、超神剣 スカイケンと表記されている。
火の玉アタック
2本のスカイ剣を上空でクロスさせて跳び上がり、火の玉となって空中から敵に突撃する必殺技。
スカイ剣レーダー
地面に突き立てたスカイ剣で周囲の音を拾い、足音などで相手の居場所を探し出す。
スカイ剣あぶり出し
第2話で使用。スカイ剣から発する熱で水面を火の海にし、水中に潜む敵を炙り出す。
スカイ剣ファイヤー
スカイ剣を地面に突き立て、離れた敵に炎を走らせる。
スカイ剣 炎攻撃
剣先から火炎を放つ。
スカイ剣 炭焼き釜
第5話で使用。スカイ剣で地面に描いた釜を具現化させ、薪にした敵を釜に入れて焼き尽くす。
スカイ剣 仏像作り
第5話で使用。スカイ剣で相手を切り裂き仏像にする。
スカイ剣ビビューンブロック
スカイ剣で地面に長方形を描き、鏡を作り出す。作り出した鏡で敵の光線を反射させ、逆にダメージを与えた。
スカイ剣 唐竹割り
スカイ剣フラッシュ
スカイ剣から強烈な閃光を放つ。
スカイ剣熱線刺
2本のスカイ剣をクロスさせて熱線を放つ。
スカイ剣 水平斬り
スカイ剣 串刺し
スカイ剣返し
第20話で使用。スカイ剣を振るって相手の投げた物体を反転させて逆にぶつける。アマノジャキの投げた「アマノジャキ殺人ステッキ」を跳ね返した。
スカイ剣 地獄返し
第22話で使用。スカイ剣を振るって、ガマガンマの「妖怪ガマの油地獄」の火炎を押し返した。
スカイ剣 光線返し
2本のスカイ剣をクロスさせることで、相手の光線技を跳ね返す。
スカイ剣 火柱返し
スカイ剣 朝日光線
スカイ剣 魂うつし
妖怪によって奪われた人間の魂をスカイ剣に移す。
スカイ剣 魂入れ
「スカイ剣 魂うつし」で移した魂を元の人間にもどした。
スカイ剣 抜け穴作り
スカイ剣 ねばねば崩し
第27話で使用。粘着物にスカイ剣を付けて、発する熱で蒸発させる。
スカイ剣 角落とし
第28話で使用。山鬼の力の源である角を切り落とした技。
スカイ剣金縛り
スカイ剣 燕返し

### 超神ズシーン
ガブラから受け継いだ力により、渡部剛が変身する大地（岩と土）の超神。
地中を高速で潜り進んだり、壁に同化する（第11話）ができる。受け継いだ怪力による、重厚でダイナミックかつ真っ直ぐな肉弾戦とモンケーンによる棒術戦を得意とする。
変身プロセスは以下の通り。
1. 「超神！」の掛け声と共に一定の変身ポーズを取る。
2. 地中に跳び込んで砂となり、積み上がったレンガの壁を砕いて空中にジャンプすることでズシーンが現れる。

擬態
粉末（砂）になることが出来る。これでイスマの罠から逃れたこともある。

#### ズシーンの武器・技
超神棒 モンケーン
土の精を宿した、岩から作られた両端にグーとチョキの手がついた棒（バーベル）状の武器。普段は小型化させてベルトの後ろに装着されている。
振り回して敵を殴り付ける他、投げ付けて使用することも多い。グーの手で地面を打つことで周辺数メートルに強い地震を起こすことができ、これにより相手をひっくり返す。
ドリルゴマ
地面を掘削する、コマ型のドリル。普段はベルトにバックルとして装着されている。
ズシーンボール
自ら球体となって敵に突撃する必殺技。
フスマ破り
モンケーン岩崩し

### 超神バシャーン
- ジャンプ力：20メートル[5]
- 潜水時間：30分[5]

イビルから受け継いだ勇気により、菅一郎が変身する海（水）の超神。自称「破軍星の暴れん坊」。
水中を素早く泳ぐことができる。受け継いだ身のこなしと射撃の腕前を活かし、アクロバティックな蹴り技やピピートによる射撃戦を得意とする。
- バシャーンは変身する菅が大学では月村・渡部の後輩のため、三超神では3人目の戦士として数えられている[注釈 4]。サポート能力が高く、主に妖怪戦ではビビューンの援護にあたる。

変身プロセスは以下の通り。
1. 「超神！」の掛け声と共に一定の変身ポーズを取る。
2. 水中へと跳び込み、水柱と共にバシャーンとなって現れる。

擬態
液体（水柱）になることが出来る。消火作業なども行う。

#### バシャーンの武器・技
超神銃 ピピート
厚さ50センチメートルの鋼鉄を撃ち抜く高圧水流を撃ち出す銃。普段は小型化させてベルトの左脇に装着されている。
水流で敵を攻撃するほかに、水の吸引、敵を凍結させる、人間に化けた妖怪の正体を暴く、溶解、染色などの多彩な使用法がある。
児童書ではピピート銃と紹介されている場合もあり、オープニングでも「ピピート銃」と歌われている。
水玉アタック
第2話で使用。自ら水玉（水流）となって突撃し、飲み込んだ敵を氷付けにする必殺技。
バシャーンウォーターシュート
第21話で使用した、水玉アタックの応用技。上空へと跳び上がり、水流となって敵を飲み込む。
バシャーン滝登り
第1話で使用。水中に潜り込み、滝の上流へと一瞬にして泳ぐ。
ローリングアタック
空中できりもみ回転しながら敵に突撃する。

### 合体技
超神やぐら
主に戦闘開始時の合図として使用される。
ビビューン嵐
超神三方固め
超神大車輪
電撃アタック
三超神竜巻アタック
超神アタック

## メカニック

### ベニシャーク
アクマイザー3から授けられた、シュモクザメのような姿をした意思を持つ生体メカの飛行要塞。
会話が可能で、三超神のサポート役となる。15センチメートルから、30メートルに巨大化して空を飛ぶ。巨大化と消える以外の能力は不明。主な役割は超神に妖怪出現を知らせることと緊急時の超神の運搬である。臆病な性格で自発的に戦うことは少ない。
最終回ではガルバーにより遮断された「破軍星」を復活させるため、妖怪城に体当たりするが、これに怒ったガルバーの攻撃を受けて絶命する。

### 超神マシン
ダイマ博士によって開発された、三超神の専用バイク。撮影用車両はそれぞれ、前作に登場したギャリバードやギャリバーの改造。
ビビューンカー
ビビューン専用の、飛行機能を持つオートバイと鷲が結合された大型バイク。車体カラーは青。最高時速は、陸上200キロメートル、空中500キロメートル。
ズシーンカー
ズシーン専用の、ブルドーザーと岩が結合されたバイク。車体カラーは黄色。最高時速は、陸上100キロメートル、地中30キロメートル。
バシャーンカー
バシャーン専用の、オートバイとトビウオが結合された水陸両用バイク。車体カラーは赤。潜水能力は24時間で、波や魚を操ることが可能。最高時速は、陸上150キロメートル、水中50キロメートル。

## 出演者

### キャスト
- 月村圭 / 超神ビビューン - 荒木茂
- 渡部剛 / 超神ズシーン - 打田康比古
- 菅一郎 / 超神バシャーン - 坂田敏彦
- ダイマ博士 - 上野山功一
- 三太 - 田遠実[注釈 5]
- 明智リサ - 林美樹

### 声の出演
- ベニシャーク - 滝口順平
- シンド - 雨森雅司
- ビリン - 八代駿
- 大魔王 - 塩見竜介
- ガルバー - 納谷悟朗
- ザビタン - 井上真樹夫[注釈 6]
- イビル - 矢田耕司[注釈 6]
- ガブラ - 八奈見乗児[注釈 6]
- ナレーター - 村越伊知郎

### スーツアクター
- 超神ビビューン - 春田三三夫[14]
- 超神ビビューン（代役） - 岡本美登[15][16]
- 超神ズシーン - 山岡淳二[14]
- 超神バシャーン - 鈴木弘道[14]

## スタッフ
- 原作 - 石森章太郎
- プロデューサー - 後藤武彦 (NET) 、平山亨、鈴木武幸
- 監督 - 加島昭、佐伯孚治、小山幹夫、田口勝彦、平山公夫、内田一作
- 脚本 - 伊上勝、安藤豊弘、聖圭一、中原朗、長坂秀佳
- 音楽 - 渡辺宙明
- 音楽制作 - あんだんて
- 仕上制作 - 映広音響
- 技斗 - 金田治 (JAC)
- 撮影 - 原秀夫、加藤弘章、山沢義一、小川康男、高梨昇
- 照明 - 国本正義、上田真示、山岸清海、城田昌貞
- 美術 - 八木功、島田定信、阿部三郎
- 録音 - 太田克己
- 編集 - 長沢嘉樹
- 効果 - 平田靖
- 選曲 - 花村勝
- 記録 - 久保田民子、麦谷靜子、真川敏夫、徳永絵理子、真下栄子 ほか
- 助監督 - 高橋正治、竹安正嗣、福島孔道、大内健二
- 進行主任 - 伊藤一男、樋口満好、大橋和男、工藤孝行、伊藤隆造、原田良彦、古市勝嗣
- 制作担当 - 平山公夫、佐久間正光、大里俊博
- 装置 - 阿部幸夫
- 衣裳 - 東京衣裳
- オートバイ協力 - スズキ自動車
- 現像 - 東映化学
- 特撮 - 特撮研究所、日出明義
- オートバイアクション - 熊沢敏明
- キャラクター制作 - エキスプロダクション
- 制作協力 - 東映エージエンシー
- 制作 - NET、東映

## 主題歌
「斗え!!超神ビビューン」
作詞 - 石森章太郎 / 作曲・編曲 - 渡辺宙明 / 歌 - ささきいさお、こおろぎ'73
「われらの超神ビビューン」
作詞 - 八手三郎 / 作曲・編曲 - 渡辺宙明 / 歌 - ささきいさお、こおろぎ'73

## 放送リスト
| 放送日        | 話数 | サブタイトル                               | 登場妖怪                                                                                             | 脚本     | 監督     |
| ------------- | ---- | ------------------------------------------ | --- | -------- | -------- |
| 1976年 7月6日 | 1    | 妖怪退治だ！超神登場!!                     | バックベアード（声 - 納谷悟郎）                                                                      | 伊上勝   | 佐伯孚治 |
| 7月13日       | 2    | 沼から虎が？リサを救え！                   | スイコ（声 - 塩見竜介）                                                                              | 伊上勝   | 佐伯孚治 |
| 7月20日       | 3    | 砂に消えた？呪いのハイウエイ               | ガリキ（人間態 - 金井進二・声 - 梶哲也）                                                             | 伊上勝   | 田口勝彦 |
| 8月3日        | 4    | 真夏にツララが？危うしバシャーン           | ツンドラ（人間態 - 戸川暁子・声 - 沼波輝枝）                                                         | 伊上勝   | 田口勝彦 |
| 8月10日       | 5    | 呼べば答える？不思議な山彦                 | コダマーン（声 - 細井重之）                                                                          | 長坂秀佳 | 加島昭   |
| 8月17日       | 6    | 鏡の中に消えた？白いドレスの少女           | カガミラー（人間態 - 立花りえ・声 - 瀬能礼子）                                                       | 長坂秀佳 | 加島昭   |
| 8月24日       | 7    | 椅子が歩いた？謎の蒸発事件                 | イスマ（人間態 - 高杉哲平・声 - 藤本譲）                                                             | 伊上勝   | 平山公夫 |
| 8月31日       | 8    | 花が血を吸う？真赤なひまわり               | ヒマワル（人間態 - 森川千恵子・声 - 太田淑子）                                                       | 伊上勝   | 平山公夫 |
| 9月7日        | 9    | ズシーンがとける？魔壺の呪い               | 魔壷（声 - 阪脩）                                                                                    | 伊上勝   | 佐伯孚治 |
| 9月14日       | 10   | 手が出て襲う？幸運の古鞄                   | バックダード（人間態 - 天本英世・声 - 立壁和也）                                                     | 伊上勝   | 佐伯孚治 |
| 9月28日       | 11   | 壁が人をのむ？ステレオの秘密               | カベヌリ（人間態 - 今井美佐子・声 - 池水通洋）                                                       | 長坂秀佳 | 小山幹夫 |
| 10月5日       | 12   | 魂が盗まれた？恐怖の鬼火                   | モエゾ（人間態 - 片山滉・声 - 辻村真人）                                                             | 中原朗   | 小山幹夫 |
| 10月12日      | 13   | ハニワが歩いた？怪奇な足跡                 | ハニワーン（人間態 - 世樹まゆ子・声 - 納谷六朗）                                                     | 長坂秀佳 | 小山幹夫 |
| 10月19日      | 14   | 晴れた日に雨が？カラ傘に気をつけろ!!       | カサカッパ（声 - 槐柳二）                                                                            | 伊上勝   | 平山公夫 |
| 10月26日      | 15   | 明日が見える？命ぬすみの天眼鏡             | カラステング（人間態 - 梅津栄・声 - 沢りつお）                                                       | 伊上勝   | 平山公夫 |
| 11月2日       | 16   | 柱が動く？何だかヘンなツトム君             | サカサバシラ（声 - 大木民夫）                                                                        | 長坂秀佳 | 田口勝彦 |
| 11月9日       | 17   | 娘がよみがえる？死の紙人形                 | クモンガ（声 - 巴菁子）                                                                              | 中原朗   | 田口勝彦 |
| 11月16日      | 18   | 古銭から煙が？ヒネクレ少年の初恋           | カネダマ（声 - 仁内達之）                                                                            | 長坂秀佳 | 田口勝彦 |
| 11月23日      | 19   | 友達が弱虫になる？がんばれ三太             | ブルブル（声 - 市川治）                                                                              | 安藤豊弘 | 平山公夫 |
| 11月30日      | 20   | 妖怪を呼べる？危いあそび!?                 | アマノジャキ（声 - 辻村真人）                                                                        | 伊上勝   | 平山公夫 |
| 12月7日       | 21   | 良い子が筆になる？呪いの習字教室           | フデマ（人間態 - 長島隆一・声 - 沢りつお）                                                           | 聖圭一   | 平山公夫 |
| 12月14日      | 22   | 蛙が娘になる？ごめんね母さん               | ガマガンマ（声 - 加藤修）                                                                            | 長坂秀佳 | 佐伯孚治 |
| 12月21日      | 23   | ごちそうがいっぱい？恐怖の妖怪病院         | 血なめ（人間態 - 薗千雅子・声 - 菊地紘子）                                                           | 伊上勝   | 佐伯孚治 |
| 12月28日      | 24   | 妖怪も恐がる？大魔王ガルバー出現!!         | 猫又（声 - 沢りつお）                                                                                | 長坂秀佳 | 内田一作 |
| 1977年 1月4日 | 25   | 初夢を食べられた？謎の妖怪城               | バクバー（声 - 峰恵研）                                                                              | 長坂秀佳 | 内田一作 |
| 1月11日       | 26   | 妖怪城に地獄が?! 見たぞガルバーの正体      | ノブスマ（声 - 沢りつお）                                                                            | 長坂秀佳 | 平山公夫 |
| 1月18日       | 27   | 月村がのっぺらぼうに？やったぜベニシャーク | のっぺらぼう（声 - 高田竜二）                                                                        | 長坂秀佳 | 平山公夫 |
| 1月25日       | 28   | 人間が鬼になる？怪力ズシーンの鬼退治       | 山鬼（声 - 田中康郎）                                                                                | 伊上勝   | 内田一作 |
| 2月1日        | 29   | 願いがかなう？恐怖の絵ローソク             | フキケシオババ（人間態 - 野川愛・声 - 沼波輝枝）                                                     | 伊上勝   | 内田一作 |
| 2月15日       | 30   | 少年剣士が石になる？呪いの町道場           | 鎧坊（声 - 仁内達之）                                                                                | 聖圭一   | 加島昭   |
| 2月22日       | 31   | 影を食べられる？泣くなガキ大将             | 影男（人間態 - 松木聖・声 - 村松康雄）                                                               | 長坂秀佳 | 加島昭   |
| 3月1日        | 32   | シンドが死ぬ？大魔王覚悟                   | ハンニャ（声 - 峰恵研）                                                                              | 長坂秀佳 | 内田一作 |
| 3月8日        | 33   | 妖怪が自動車に？とばせビビューンカー!!     | クルマコロガシ（人間態 - 山本麟一・声 - 田中康郎）                                                   | 伊上勝   | 内田一作 |
| 3月15日       | 34   | 超神がのまれる？真赤な地獄の家             | ジゴクモドキ（人間態 - 近松敏夫・声 - 沢りつお）                                                     | 伊上勝   | 平山公夫 |
| 3月22日       | 35   | アタックがきかない！大魔王大最後!!         | 大魔王 イスマ、魔壺、バクバー ガリキ、カガミラー、のっぺらぼう                                       | 伊上勝   | 平山公夫 |
| 3月29日       | 36   | 決戦妖怪城!! さよなら超神                  | ガルバー 山鬼、カナダマ、ノブスマ サカサバシラ、ガマガンマ、猫又 （声 - 辻村真人、沢りつお、市川治） | 伊上勝   | 佐伯孚治 |

## 放送局
- NETテレビ：火曜 19:00 - 19:30
- 北海道テレビ：火曜 19:00 - 19:30[21]
- 秋田放送：月曜 17:30 - 18:00[22]
- 東日本放送：火曜 19:00 - 19:30[23]
- 新潟放送：水曜 17:30 - 18:00（1976年10月 - 1977年3月） → 水曜 17:00 - 17:30（1977年4月 - 6月）[24]
- テレビ山梨：木曜 18:00 - 18:30[25]
- 名古屋テレビ：火曜 19:00 - 19:30
- 朝日放送：火曜 19:00 - 19:30
- 広島ホームテレビ：火曜 19:00 - 19:30
- 瀬戸内海放送：火曜 19:00 - 19:30
- 南海放送：火曜 16:55 -17:25（1977年6月時点）[26]
- テレビ高知：土曜 10:00 -10:30（1977年6月時点）[27]
- 九州朝日放送：火曜 19:00 - 19:30

## 映像ソフト化
すべて東映ビデオより発売。
- 1998年4月21日から12月11日にかけてLDが発売された[28]。全5巻の各2枚組で各巻8話（Vol.5のみ1枚・4話）収録。
- 2006年6月21日から8月4日にかけてDVDが発売された。全3巻の各2枚組で各巻12話収録。
- 2008年7月21日発売の「石ノ森章太郎 生誕70周年 DVD-BOX」に第1話が収録されている。

## 漫画版
- テレビランド（作画 - 細井雄二）1976年8月号 - 1977年3月号
- 冒険王（作画 - 山田ゴロ）1976年8月号 - 1977年1月号
- たのしい幼稚園（作画 - 石川森彦）1976年8月号 - 1977年1月号
- ディズニーランド（作画 - 石川森彦）1976年8月号 - 1977年4月号
- テレビマガジン8月号増刊 夏休み新ヒーローせいぞろいジャンボ号（作画 - やまと虹一）

## ネット配信
- 2015年8月から12月まで、YouTubeの「東映特撮 YouTube Official」にて配信が行われた。

## 関連作品
- デンセンマン - ビビューンのマスクを改造して製作。
- シージェッター海斗 - 石巻市のローカルヒーロー。超神バシャーンのデザイン候補の一つを元にした[29]。詳細は項目参照。